# Cherves
Cherves és un municipi francès situat al departament de la Viena i a la regió de la Nova Aquitània. L'any 2007 tenia 568 habitants.

## Demografia

### Població
El 2007 la població de fet de Cherves era de 568 persones. Hi havia 252 famílies de les quals 72 eren unipersonals (36 homes vivint sols i 36 dones vivint soles), 88 parelles sense fills, 84 parelles amb fills i 8 famílies monoparentals amb fills.
La població ha evolucionat segons el següent gràfic:
Habitants censats

### Habitatges
El 2007 hi havia 306 habitatges, 256 eren l'habitatge principal de la família, 25 eren segones residències i 25 estaven desocupats. 279 eren cases i 3 eren apartaments. Dels 256 habitatges principals, 192 estaven ocupats pels seus propietaris, 58 estaven llogats i ocupats pels llogaters i 6 estaven cedits a títol gratuït; 22 tenien una cambra, 13 en tenien dues, 32 en tenien tres, 63 en tenien quatre i 125 en tenien cinc o més. 125 habitatges disposaven pel capbaix d'una plaça de pàrquing. A 115 habitatges hi havia un automòbil i a 105 n'hi havia dos o més.

### Piràmide de població
La piràmide de població per edats i sexe el 2009 era:
| Homes | Edats   | Dones |
| ----- | ------- | ----- |
| 0     | 95 o +  | 0     |
| 4     | 90 a 94 | 8     |
| 0     | 85 a 89 | 12    |
| 0     | 80 a 84 | 8     |
| 8     | 75 a 79 | 16    |
| 24    | 70 a 74 | 36    |
| 12    | 65 a 69 | 16    |
| 24    | 60 a 64 | 12    |
| 16    | 55 a 59 | 16    |
| 12    | 50 a 54 | 8     |
| 12    | 45 a 49 | 24    |
| 24    | 40 a 44 | 8     |
| 36    | 35 a 39 | 20    |
| 16    | 30 a 34 | 28    |
| 8     | 25 a 29 | 8     |
| 4     | 20 a 24 | 8     |
| 8     | 15 a 19 | 4     |
| 8     | 10 a 14 | 16    |
| 12    | 5 a 9   | 12    |
| 12    | 0 a 4   | 8     |

## Economia
El 2007 la població en edat de treballar era de 319 persones, 230 eren actives i 89 eren inactives. De les 230 persones actives 213 estaven ocupades (116 homes i 97 dones) i 17 estaven aturades (7 homes i 10 dones). De les 89 persones inactives 48 estaven jubilades, 15 estaven estudiant i 26 estaven classificades com a «altres inactius».

### Ingressos
El 2009 a Cherves hi havia 256 unitats fiscals que integraven 581 persones, la mediana anual d'ingressos fiscals per persona era de 16.651 €.

### Activitats econòmiques
Dels 13 establiments que hi havia el 2007, 1 era d'una empresa alimentària, 1 d'una empresa de fabricació d'altres productes industrials, 4 d'empreses de construcció, 4 d'empreses de comerç i reparació d'automòbils, 1 d'una empresa de transport, 1 d'una empresa d'informació i comunicació i 1 d'una empresa financera.
Dels 5 establiments de servei als particulars que hi havia el 2009, 1 era una oficina bancària, 1 taller de reparació d'automòbils i de material agrícola, 1 fusteria i 2 lampisteries.
L'únic establiment comercial que hi havia el 2009 era una fleca.
L'any 2000 a Cherves hi havia 32 explotacions agrícoles que ocupaven un total de 2.420 hectàrees.

## Equipaments sanitaris i escolars
El 2009 hi havia una escola maternal integrada dins d'un grup escolar amb les comunes properes formant una escola dispersa.

## Poblacions més properes
El següent diagrama mostra les poblacions més properes.